# Gregor Formanek
Gregor Formanek (* 18. September 1924 in Deutschpereg, Königreich Rumänien; † 2. April 2025) war ein deutscher Staatsbürger, der von Juli 1943 bis Februar 1945 Wachmann im KZ Sachsenhausen war.

## Leben

### Herkunft
Gregor Formanek wurde in Deutschpereg, einem Dorf im Westen Rumäniens, als jüngstes von drei Kindern geboren. Sein Vater war Schneider und Angehöriger der deutschen Minderheit in Rumänien (Rumäniendeutsche). Der Vater starb kurz nach seiner Geburt. Formanek besuchte sechs Jahre lang die Volksschule und arbeitete ab der frühen Jugend in der Landwirtschaft und als Laufbursche. Später absolvierte er eine Ausbildung zum Konditor in der nahegelegenen Stadt Arad.

### Dienst bei der Waffen-SS
Rumänien war im Zweiten Weltkrieg mit dem nationalsozialistischen Deutschen Reich verbündet. Ab Mai 1943 musterte die Waffen-SS Angehörige der deutschen Minderheit, darunter auch Formanek. Er verließ Anfang Juli 1943 mit einem Truppentransport seine Heimat. Er wurde in das bei Oranienburg gelegene Konzentrationslager Sachsenhausen versetzt, wo er von Juli 1943 bis Februar 1945 Teil der Wachmannschaft war. Er war Angehöriger der 3. Kompanie des Wachbataillons. Ihm wurde eine gute Führung attestiert, im November 1944 wurde er zum SS-Oberschützen, dem zweitniedrigsten Mannschaftsdienstgrad, befördert.

### Nachkriegszeit
Nach dem Ende des Zweiten Weltkriegs wurde Gregor Formanek im November 1946 in Fürstenwalde/Spree durch die Polizei der sowjetischen Militäradministration verhaftet und in das Untersuchungsgefängnis der sowjetischen Geheimpolizei in der Lindenstraße in Potsdam überstellt. Am 10. Juni 1947 wurde er von einem sowjetischen Militärgericht aufgrund von Verbrechen gegen die Menschlichkeit zu 25 Jahren Arbeitslager verurteilt. Er verbüßte acht Jahre Haft im Zuchthaus Bautzen und wurde im September 1956 vorzeitig entlassen.

### Leben nach der Haft
Formanek verließ nach seiner Haftentlassung die Deutsche Demokratische Republik (DDR) und übersiedelte in die Bundesrepublik Deutschland nach Frankfurt am Main. Er arbeitete mehrere Jahrzehnte in seinem Beruf als Konditor in Maintal und später als Wachmann in einer Fabrik in Offenbach am Main. 1989 ging er in Rente. Die deutsche Staatsbürgerschaft hatte er nach seiner Ausbürgerung aus Rumänien angenommen.
Im September 2023 wurde bekannt gegeben, dass der 99-jährige Formanek sich vor dem Landgericht Hanau wegen Beihilfe zum Mord in etwa 3300 Fällen während seiner Tätigkeit als KZ-Wachmann verantworten muss. Als Nebenkläger trat der 96-jährige Shimon Rothschild auf. Ende Juni 2024 wurde mitgeteilt, dass Formanek aus gesundheitlichen Gründen dauerhaft nicht verhandlungsfähig sei und das Landgericht Hanau die Eröffnung des Hauptverfahrens ablehnte. Das Oberlandesgericht Frankfurt am Main hob im Dezember 2024 den Beschluss des Landgerichts Hanau auf. Formanek starb am 2. April 2025 im Alter von 100 Jahren.